# Johann Peter Kellner

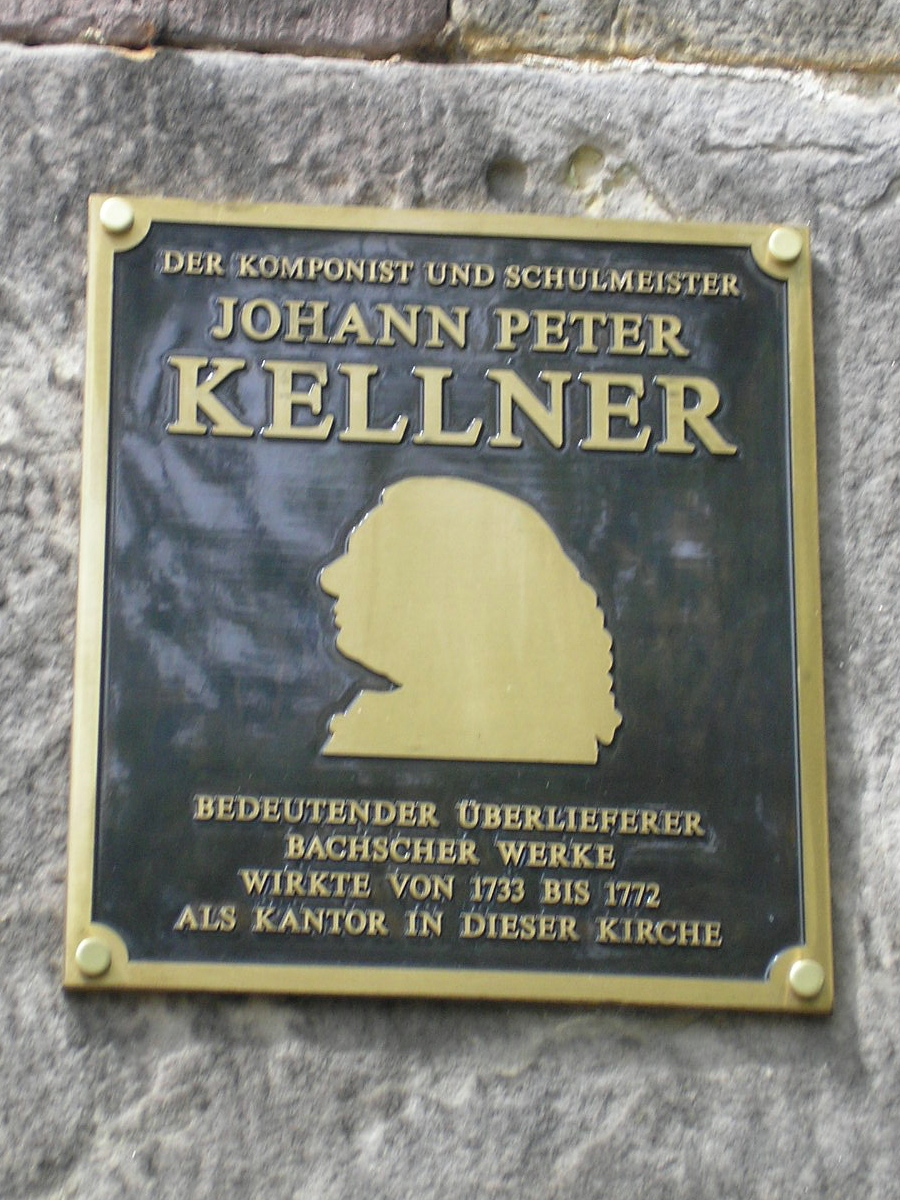
Gedenktafel an der Kirche von Gräfenroda (Thüringen).

Johann Peter Kellner (* 28. September 1705 in Gräfenroda, Sachsen-Gotha; † 19. April 1772 in Gräfenroda) war ein deutscher Komponist und Organist.

## Leben
Johann Peter Kellner war das älteste von fünf Kindern von Peter Kellner, einem Kienrußhändler, und Margaretha Kellner, geb. Wuckel. Sein erster Lehrer war der Gräfenröder Schuldiener (Schulmeister) und Organist Peter Nagel. Von 1723 bis 1724 erhielt er Unterricht beim Organisten Johann Jacob Schmidt in Zella. Ein weiteres Jahr hielt er sich in Suhl auf, wo er Kompositionsunterricht bei Hieronymus Florentinus Quehl, Kantor an der Hauptkirche St. Marien in Suhl, erhielt. Dass Kellner auch Schüler von Johann Sebastian Bach gewesen sei, ist eine weitverbreitete Meinung, wurde aber nie von ihm selbst behauptet und konnte bislang auch nicht durch Quellen gestützt werden. Von 1725 bis 1727 war Kellner Schuldiener und Organist in Frankenhain, ab 1727 bis zu seinem Tode Schuldiener, Kantor und Organist an der Kirche St. Laurentius seines Heimatdorfes Gräfenroda. Er genoss erhebliche Reputation als Organist und Lehrer, was ihm eine große Zahl von Schülern einbrachte, deren bekanntester Johann Philipp Kirnberger gewesen sein dürfte. Weitere Schüler waren u. a. Johannes Ringk, der Überlieferer von BWV 565 und nachmaliger Organist an St. Marien in Berlin, sein Sohn, der Komponist Johann Christoph Kellner (1736–1803) und sein älterer Bruder, der Gothaische Hoforganist und Komponist Johann Andreas Kellner (1724–1785).
Neuerdings wird vermutet, dass die berühmte Toccata und Fuge d-Moll BWV 565 von Johann Peter Kellner oder aus seinem Umkreis stammen könnte. Gegen ein Jugendwerk Bachs sprechen die Faktur, die eher auf die Mitte des 18. Jahrhunderts hindeutet, und die Tatsache, dass groß Cis verlangt wird, das es auf den Orgeln des frühen 18. Jahrhunderts so gut wie nicht gab. Die 1736 gebaute Orgel an Kellners Arbeitsstätte verfügte hingegen über diesen Ton. Für die Überlieferung Bachscher Musik kommt Kellner große Bedeutung zu. Zahlreiche Abschriften sind durch ihn bzw. seine Schüler angefertigt worden. Einige Werke (z. B. Präludium und Fuge e-Moll BWV 548) wären ohne sein Wirken als Kopist nicht erhalten geblieben.
In den Historisch-Kritischen Beiträgen von Friedrich Wilhelm Marpurg erschien 1754 seine Autobiographie, eine weitere Version in Brückners Kirchen und Schulenstaat im Herzogtum Gotha. Eine dritte, handschriftliche, befindet sich im Landeskirchenarchiv Eisenach.
Kellner starb an seinem Geburtsort, einen Monat vor der Geburt seiner Tochter Dorothea Wilhelmine.

## Werk
Johann Peter Kellner schrieb vorwiegend für Klavier und Orgel. Daneben ist eine große Zahl von Kantaten erhalten, wobei die Unterscheidung zu denen seines Sohnes Johann Christoph nicht immer zweifelsfrei getroffen werden kann.
Ein ausführliches Werkverzeichnis findet sich bei Claus: JP Kellner, Studien zu Leben und Werk.

## CD-Einspielungen (Auswahl)
- Johann Peter Kellner: Church cantatas. Cantus Thuringia und Capella Thuringia, Leitung: Bernhard Klapprott, mit Anna Kellnhofer, Christoph Dittmar, Mirko Ludwig, Ralf Grobe. Audio-CD. cpo, 2017.